# الکتریک بلوز
الکتریک بلوز (انگلیسی: Electric blues) به هر نوعی از موسیقی بلوز گفته می‌شود که از تقویت‌کننده الکترونیکی برای سازهایش بهره‌گرفته‌باشد. نخستین سازی که صدایش به‌این شکل تقویت شد، گیتار بود. تی-بون واکر در دهه ۱۹۳۰، و جان لی هوکر و مادی واترز در دههٔ ۱۹۴۰ پیشگامان الکتریک بلوز به‌شمار می‌روند. شیوه‌ای که به شکل‌گیری و بالندگی سبک‌های بلوز ساحل غربی، دیترویت بلوز و شیکاگو بلوز (دورهٔ پس از جنگ جهانی دوم که متفاوت از شیکاگو بلوز عمدتاً آکوستیکِ اولیه بود) انجامید.
در دهه ۱۹۵۰ لیدل والتر سازدهنی بلوز را -با میکروفون‌دستی کوچکی که به آمپلی‌فایر گیتار وصل بود- باب کرد و بعدتر در دهه ۱۹۶۰ گیتار بیس الکتریکی و ارگ الکتریکی نیز مورد استفاده قرار گرفتند.